# Caroline Burghardt
Caroline Burghardt foi uma enfermeira da União durante a Guerra Civil Americana.

## Biografia
Natural de Great Barrington, Massachusetts, Burghardt foi trabalhar como governanta em Nova York com a eclosão da Guerra Civil. Em 19 de abril de 1861, Burghardt foi aceita pelo conselho de cirurgiões para iniciar a formação em enfermagem. O curso durou até 8 de junho de 1861, quando viajou para Washington para começar a atuar como enfermeira na guerra. Bughardt serviu como enfermeira até o dia 6 de setembro de 1865. Ela foi alocada em inúmeros locais, tais como em Antietam, Gettysburg, Fortress Monroe, de Winchester, e Alexandria. Depois de seu serviço militar terminar, Dorothea Dix compôs um "testemunho de serviços hospitalares" em relação ao trabalho de Burghardt durante a guerra. Nesta carta, Dix comentou a "fidelidade e a habilidade superiores" de Burghardt.
Burghardt continuou sua carreira na medicina bem depois do fim da Guerra Civil. Em 1872, quando tinha 42 anos de idade, Burghardt formou-se pela Escola de Medicina de Howard. Depois, exerceu a medicina homeopática e começou sua própria prática médica, em Washington, D.C.. Burghardt recebeu uma penção de doze dólares um mês depois de 28 de fevereiro de 1891.